# Mentol
Mentol (i dagligt tal mint) är en kovalent bunden molekyl som framställts syntetiskt, eller som man tagit från pepparmint eller andra mintoljor. Mentol är en vaxig, kristalliknande substans, genomskinlig eller vit till färgen, som är fast till konsistensen i rumstemperatur och smälter vid temperaturer strax där över.

## Framställning och egenskaper
Mentol är en alkohol, som tillsammans med ett liknande ämne, menton, förekommer i pepparmyntolja i en mängd av ca 50 %, ibland upp till 85 %. Den erhålls ur oljan på så sätt att denna kraftigt kyls av varvid mentol utkristalliseras. Kristallerna frånpressas och renas genom fraktionerad destillation. Ibland behandlas oljan först med ett reduktionsmedel varigenom mentonet omvandlas till mentol, som bildar färglösa, spröda, nålformiga kristaller med stark pepparmyntdoft och en kylande, aromatisk smak.
Mentol är praktiskt taget olösligt i vatten, men lättlösligt i etanol, eter, kloroform och flytande paraffin.

## Effekter
Mentol påverkar en av kroppens temperatursensorer, en jonkanal benämnd TRPM8 (transient receptor potential melastatin nummer 8). I den stora TRP-familjen av jonkanaler finns flera sensorer med känslighet för olika temperaturområden. Detta är orsaken till att mentol känns kall när den kommer in i näsan där det finns gott om sådana receptorer. Det är samma mekanism med wasabi som ger en närmast smärtsam köldupplevelse i näsan, en upplevelse som kan förväxlas med smak- eller kryddeffekt.
Mentol används bland annat till att smaksätta cigaretter, de flesta stora cigarettmärken har en version i mentol.
Mentol är också en av de aktiva beståndsdelarna i liniment såsom exempelvis Tigerbalsam.

Strukturformler för de åtta möjliga stereoisomererna av mentol. (–)-Mentol är den naturligt förekommande formen.